# Panamerikanische Spiele 2015/Leichtathletik – Stabhochsprung der Männer

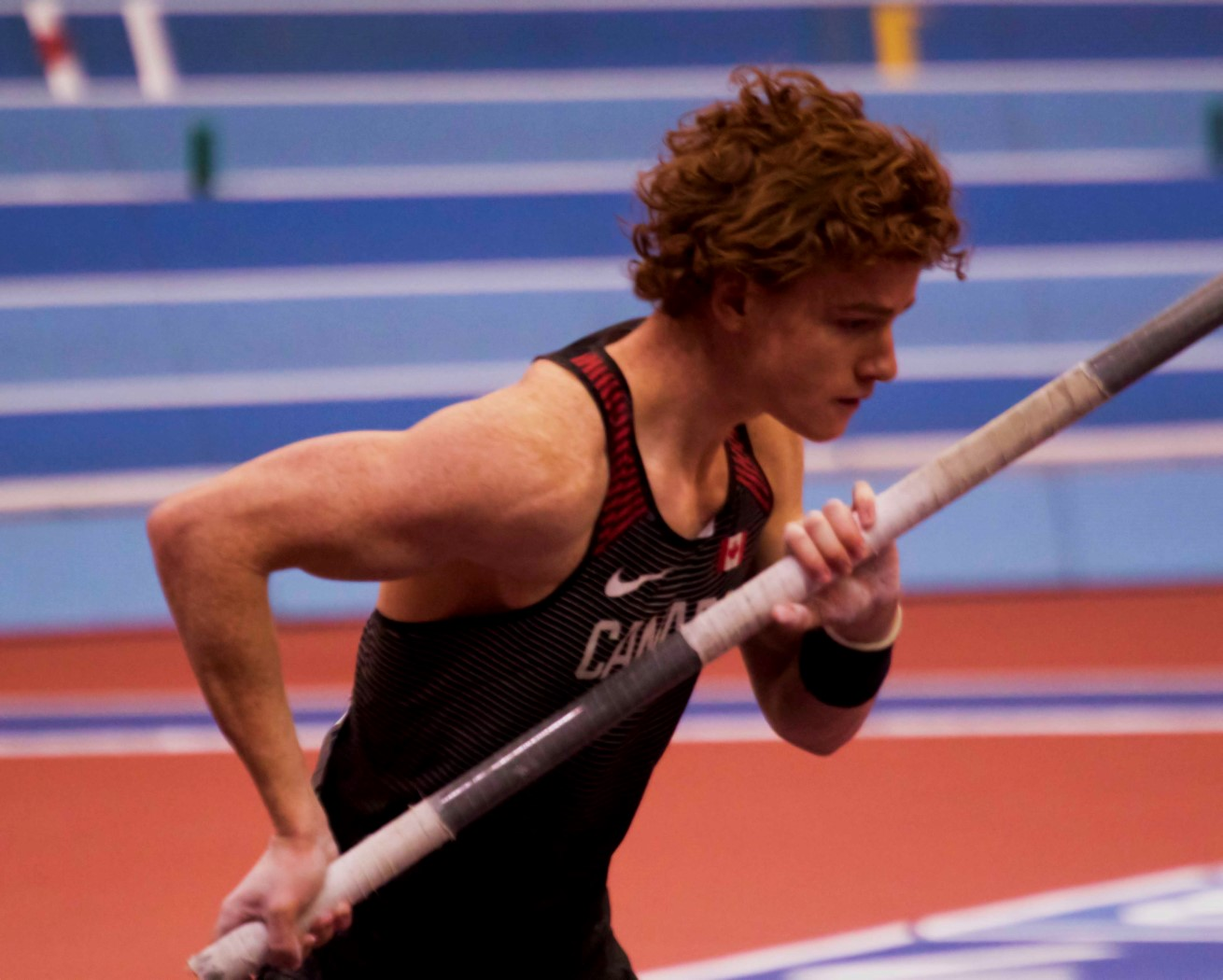
Der Sieger Shawnacy Barber (2018)

Der Stabhochsprung der Männer bei den Panamerikanischen Spielen 2015 fand am 21. Juli im CIBC Pan Am und Parapan Am Athletics Stadium in Toronto statt.
Zehn Stabhochspringer aus sieben Ländern nahmen an dem Wettbewerb teil. Die Goldmedaille gewann Shawnacy Barber mit 5,80 m, was auch die Einstellung des Rekords der Panamerikanischen Spiele war. Silber ging an Germán Chiaraviglio mit 5,75 m und die Bronzemedaille gewann Mark Hollis und Jacob Blankenship mit 5,40 m.

## Rekorde
Vor dem Wettbewerb galten folgende Rekorde:
| Weltrekord        | Renaud Lavillenie | 6,16 m | Donezk, Ukraine                                | 15. Februar 2014 |
| Rekord der Spiele | Lázaro Borges     | 5,80 m | Panamerikanische Spiele in Duadalajara, Mexiko | 28. Oktober 2011 |

## Ergebnis
21. Juli 2015, 10:15 Uhr
| Platz | Athlet               | Land               | 5,00 | 5,20 | 5,40 | 5,60 | 5,65 | 5,70 | 5,75 | 5,80 | 5,85 | 5,90 | 5,93 | Höhe (m) |
| ----- | -------------------- | ------------------ | ---- | ---- | ---- | ---- | ---- | ---- | ---- | ---- | ---- | ---- | ---- | -------- |
|       | Shawnacy Barber      | Kanada             | –    | o    | xo   | xo   | –    | o    | –    | xo   | –    | –    | xxx  | 5,80 =PR |
|       | Germán Chiaraviglio  | Argentinien        | –    | xxo  | o    | o    | –    | x–   | o    | –    | xxx  |      |      | 5,75 NR  |
|       | Mark Hollis          | Vereinigte Staaten | –    | –    | xo   | xxx  |      |      |      |      |      |      |      | 5,40     |
|       | Jacob Blankenship    | Vereinigte Staaten | –    | –    | xo   | xxx  |      |      |      |      |      |      |      | 5,40     |
| 5     | Lázaro Borges        | Kuba               | –    | xxo  | xo   | xxx  |      |      |      |      |      |      |      | 5,40 SB  |
| 6     | Jason Wurster        | Kanada             | o    | xxx  |      |      |      |      |      |      |      |      |      | 5,00     |
| 6     | José Rodolfo Pacho   | Ecuador            | o    | xxx  |      |      |      |      |      |      |      |      |      | 5,00     |
|       | Thiago Braz da Silva | Brasilien          | –    | –    | xxx  |      |      |      |      |      |      |      |      | NM       |
|       | Fábio Gomes da Silva | Brasilien          | –    | –    | xxx  |      |      |      |      |      |      |      |      | NM       |
|       | Daniel Zupeuc        | Chile              | xxx  |      |      |      |      |      |      |      |      |      |      | NM       |

Zeichenerklärung:
– = Höhe ausgelassen, x = Fehlversuch, o = Höhe übersprungen